# Île-de-Lamèque
L'île de Lamèque est située à la pointe nord-est du Nouveau-Brunswick au Canada. Cette île ainsi que certaines dunes forment la ville d'Île-de-Lamèque depuis le 1er janvier 2023.

## Description

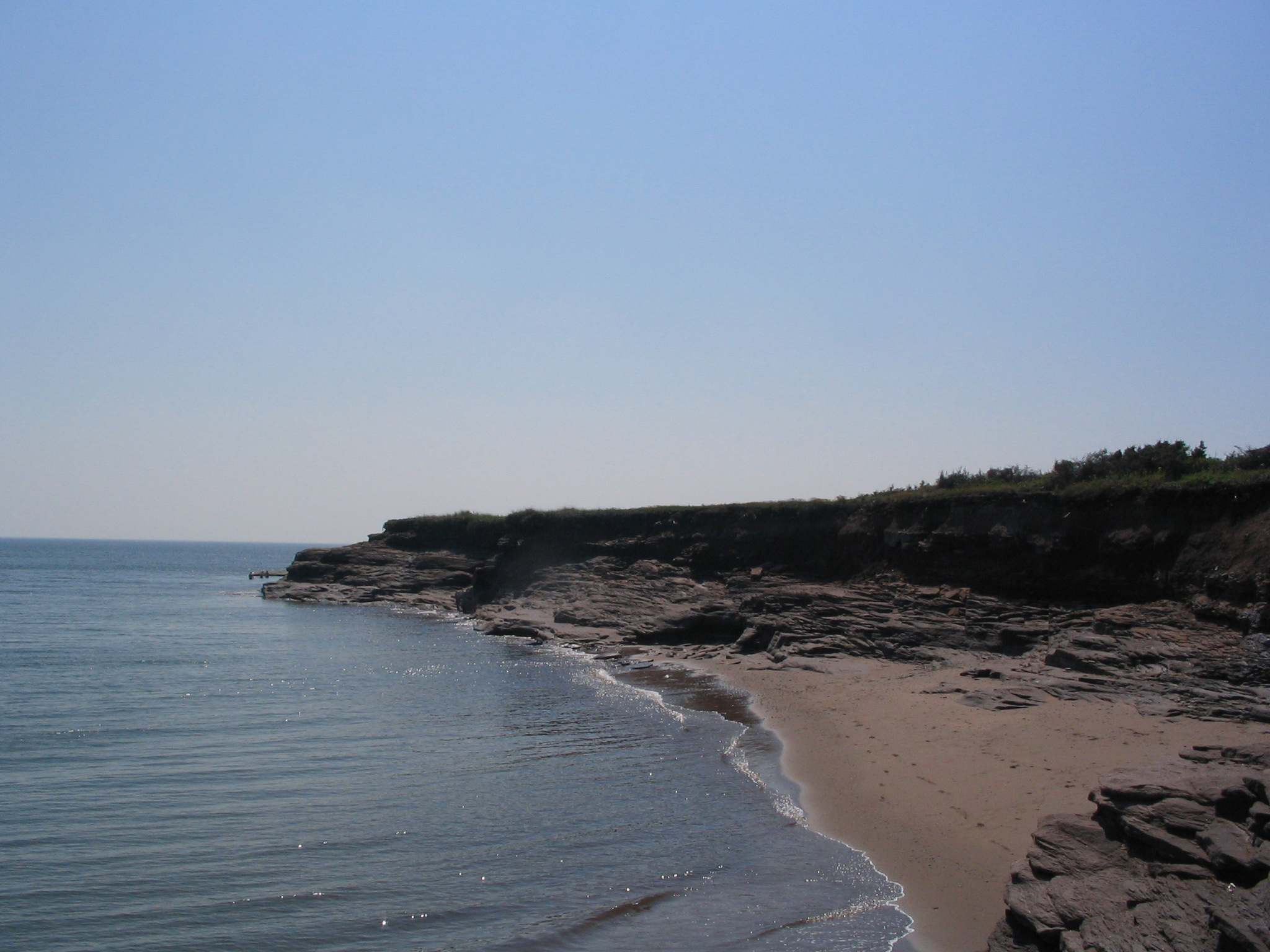
Les falaises de Cap-Bateau.

La ville de Lamèque.

L'île couvre une superficie d'environ 150 km2. Elle est reliée au sud, à la ville de Shippagan par un pont et, au nord, à l'île Miscou par le pont de Miscou. Les deux îles séparent la baie des Chaleurs du golfe du Saint-Laurent. La pêche et l'extraction de la tourbe de sphaigne sont les activités économiques principales de la région.
Ancien territoire des Micmacs, l'île de Lamèque est maintenant peuplée presque entièrement d'Acadiens. La ville de Lamèque (1 580 h en 2001) est la principale agglomération de l'île. Plusieurs autres petites localités se situent autour de l'île dont le village de Sainte-Marie-Saint-Raphaël ; Cap-Bateau, où la mer sculpte continuellement les falaises de grès; et Sainte-Cécile, dont l'église, à l'intérieur multicolore et aux qualités acoustiques excellentes est le principal site du Festival international de musique baroque de Lamèque. On y retrouve aussi les hameaux de Coteau Road, Pigeon Hill, Pointe-Alexandre, Petite-Lamèque, Chiasson-Savoy, Pointe-Canot et Haut-Lamèque.
L'Île de Lamèque est un très bon endroit pour pratiquer des sports comme la planche à voile, le kitesurf et le snowkite.

## Histoire
La municipalité a été constituée le 1er janvier 2023, de la fusion de la ville de Lamèque, du village de Sainte-Marie–Saint-Raphaël, des DSL de Cap-Bateau, Chemin-Coteau, Chiasson-Savoy, Haut-Lamèque, Petite-Lamèque, Pigeon Hill, Pointe-Alexandre, Pointe-Canot et Sainte-Cécile, ainsi qu'une partie du DSL de la paroisse de Shippagan.

## Culture
L'île de Lamèque fait l'objet d'un poème dans le recueil de poésie La terre tressée, de Claude Le Bouthillier.